# Christopher Norton
Christopher Norton (22 de junio de 1953) nació en Nueva Zelanda y es un pianista y compositor británico. Norton obtuvo un título en las escuelas secundarias de Wellington, trabajó como compositor allí durante un año y luego trabajó como compositor, arreglista y pianista.
Se trasladó al Reino Unido en 1977 con una beca del gobierno de Nueva Zelanda. Sus primeras publicaciones fueron con Universal Edition en Londres e incluyeron Carol Jazz (improvisaciones de melodías navideñas) y Sing'n'Swing, para coro, piano y percusión.
La editorial musical  Boosey & Hawkes, considerada la más importante a nivel mundial en música clásica, contrató a Norton en 1983 y apareció el primero de sus trabajos de la serie Microjazz, una serie de música educativa que ha ido creciendo durante treinta años que contiene música para todos los instrumentos solistas más el piano, libros de conjunto, pistas de acompañamiento y respaldos de archivos midi. En 2015 fue la serie musical más vendida de Boosey & Hawkes, con más de un millón de unidades vendidas hasta esa fecha. Boosey & Hawkes afirma que es "una de las series educativas más utilizadas jamás publicadas".
Las otras publicaciones de Norton con Boosey & Hawkes incluyen Essential Guides to Pop, Latin and Jazz Styles, la serie Rock, Country, Latin and Jazz Preludes, y Christopher Norton Concert Collections . Otros trabajos publicados recientemente incluyen un CD-ROM, So You Wanna Be a Pop Star, tutoriales para teclado electrónico y guitarra, y un volumen en la gama Buy A Band de Boosey & Hawkes. En 2006, Norton impartió un taller de microjazz en la Royal Irish Academy of Music de Dublín. También ha realizado talleres en Australia y Nueva Zelanda, Canadá y Estados Unidos, Países Bajos, España, Alemania, Malasia y Singapur.
En 2007, Frederick Harris Music publicó Christopher Norton Connections for Piano, una colección de 180 piezas para piano nuevas y originales en estilos populares. Las piezas se dividen en libros calificados que corresponden al grado respectivo de otras publicaciones de Frederick Harris Music, como Celebration Series. Según el sitio web oficial, esta serie es "ideal para estudiantes y profesores que buscan un complemento pedagógico sólido o una alternativa al estudio de la literatura pianística clásica".
Norton ha realizado álbumes musicales de producción para KPM y Cavendish Music. También ha publicado en  Novus Via Music Group una serie de obras para piano orientadas a estudiantes norteamericanos que ofrece habilidades tradicionales en el contexto de estilos populares.